# Tour Sainte-Agnès
La tour Sainte-Agnès (en italien : Torre di Sant'Agnese), ou la Ghibellina, est l'une des plus anciennes tours médiévales des murailles de Pise, dans la province de Pise en Toscane,.

## Historique
La tour a été construite à la fin du XIIIe siècle à la demande de Frédéric Ier de Montefeltro, principalement avec des matériaux provenant des tours des Guelfes pisans après les émeutes entre Guelfes et gibelins dues aux résultats de la bataille de Meloria en 1284. Elle était défendue par la dénommée Porta dei Lecci qui permettait l'entrée dans la Terzanaia.
Au XVe siècle, la tour fut entièrement reconstruite sous la première domination florentine. La tour Sant'Agnese, avec la Torre Canto (incorporée au bastion San Giorgio), la Ghibellina et la Guelfa, délimitaient l'ancienne zone de la Terzanaia (aujourd'hui en grande partie disparue et connue sous le nom de Cittadella), où se trouvait les galères républicaines. Dans le passé, les deux tours Sant'Agnese et guelfe étaient reliées par une muraille démolie ensuite par Cosme Ier de Toscane au milieu du XVIe siècle. La tour est actuellement dans un état de grave détérioration.

## Description
De structure massive, elle présente un plan carré avec des blocs de pierre sur les angles et des briques pour le reste du corps du bâtiment.
Sa fonction militaire signifiait que seules quelques petites ouvertures de formes et de dimensions différentes étaient ouvertes, certaines encadrées de pierres, d'autres avec une architrave rectangulaire ou pentagonale. Vers le sud, il y avait peut-être aussi une galerie suspendue en bois, à laquelle on accédait par un portail encore existant.

## Galerie

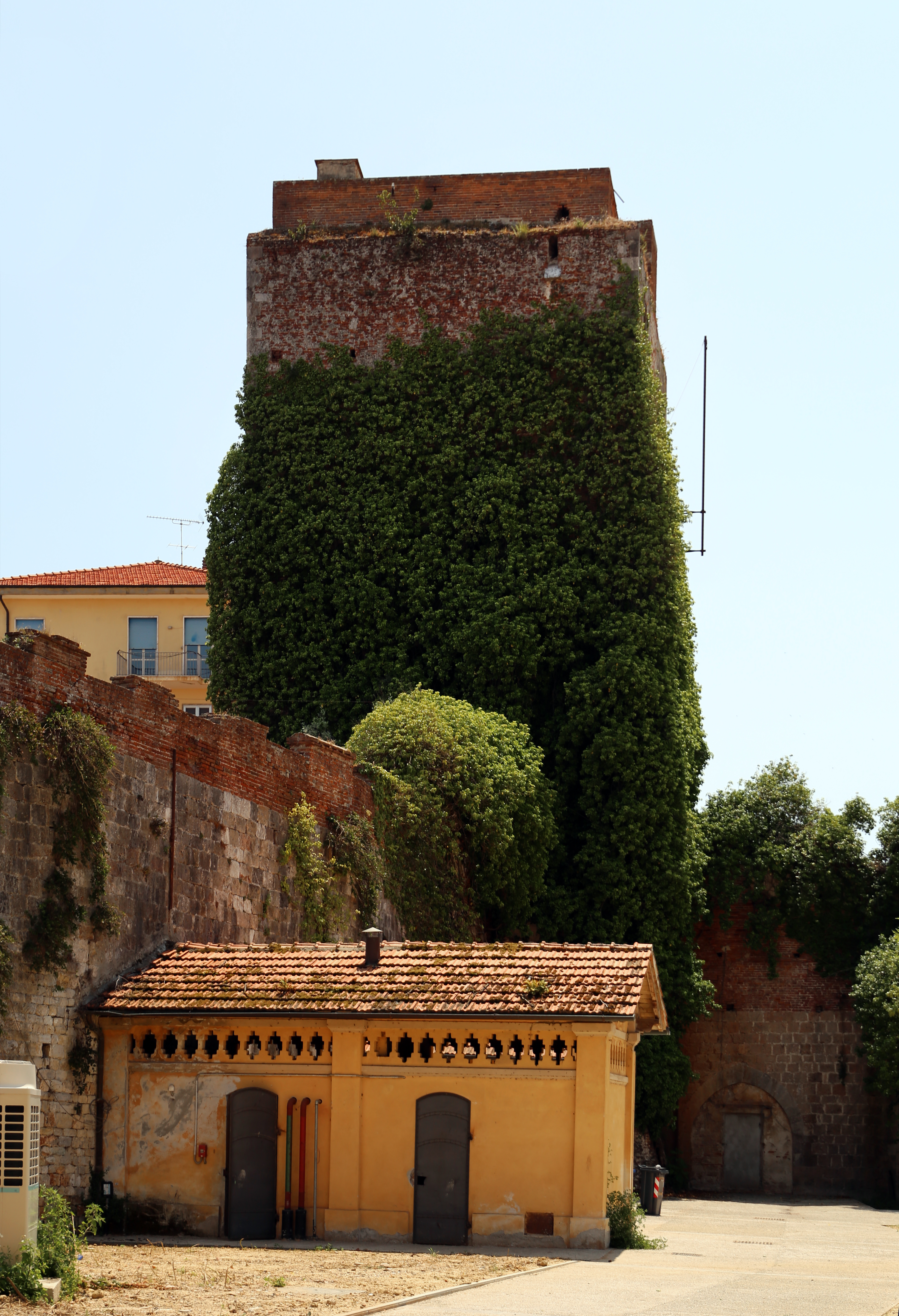
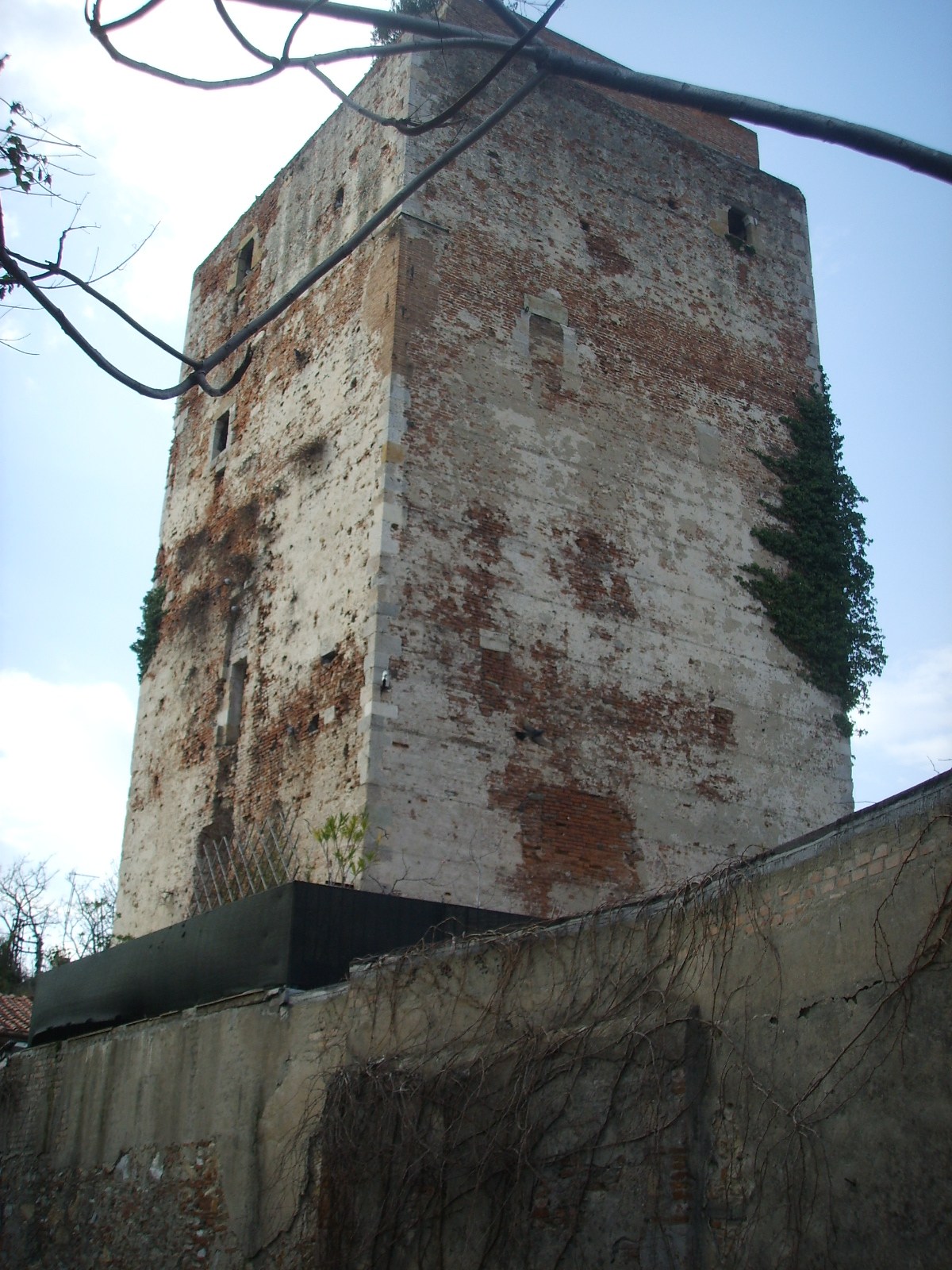